# 鑫诺卫星通信
鑫诺卫星通信有限公司（简称鑫诺卫星公司）成立于1994年5月30日，总部位于北京，是中国及亚太地区主要卫星运营商之一。为国有股份制公司，股东为中国航天科技集团公司、中国人民银行、国防科工委。主要从事卫星转发器租赁、卫星通信及相关技术服务等业务。并负责对鑫诺卫星的监视、测定和控制。

## 鑫诺一号
鑫诺一号卫星是法国宇航公司制造，1990年代进口中国的一颗大容量通信卫星，于1998年7月18日由长征三号乙运载火箭发射升空，7月31日定点在东经110.5度赤道上空的轨道。
鑫诺一号上有24个C频段和14个Ku频段的通信转发器，可以在卫星轨道上工作15年。覆盖中华人民共和国国内和周边国家。鑫诺卫星的服务主要是中国教育网、新华社全球卫星数据广播网、国家广电总局“村村通”工程，中国海上石油、国家气象局、中国吉通、中国联通和中国教育电视台等单位也曾经使用过鑫诺的服务。

## 鑫诺二号
鑫诺二号通信卫星于2006年10月29日由长征三号乙运载火箭发射升空，由于定点过程中出现技术故障，导致太阳帆板未能二次展开，卫星无法正常工作。

## 鑫诺三号
鑫诺三号通信卫星于2007年6月1日由长征三号甲运载火箭发射升空，定点于东经125度赤道上空，服务寿命8年。

## 鑫诺四号
鑫诺四号直播卫星为鑫诺二号的替代卫星，计划于2008年底发射升空。将于中星九号直播卫星一起在东经92.2度赤道上空共轨工作。

## 鑫诺五号
鑫诺五号直播卫星为鑫诺一号的替代卫星，于2011年6月21日由长征三号乙运载火箭发射升空。

## 鑫诺六号
鑫诺六号直播卫星为鑫诺三号的替代卫星，于2010年9月5日由长征三号乙运载火箭发射升空，定点于东经126.4度赤道上空，服务寿命15年。